# Strasburgeriaceae
Strasburgeriaceae är en familj av tvåhjärtbladiga växter. Strasburgeriaceae ingår i ordningen pimpernötsordningen, klassen tvåhjärtbladiga blomväxter, fylumet kärlväxter och riket växter. Enligt Catalogue of Life omfattar familjen Strasburgeriaceae 2 arter. 
Kladogram enligt Catalogue of Life:
| Strasburgeriaceae | \| \| Ixerba \| \| \| \| \| \| Strasburgeria \| \| \| \| |
|                   | \| \| Ixerba \| \| \| \| \| \| Strasburgeria \| \| \| \| |
|                   | Aphloiaceae                                              |
|                   |                                                          |
|                   | Crossosomataceae                                         |
|                   |                                                          |
|                   | Geissolomataceae                                         |
|                   |                                                          |
|                   | Guamatelaceae                                            |
|                   |                                                          |
|                   | Stachyuraceae                                            |
|                   |                                                          |
|                   | pimpernötsväxter                                         |
|                   |                                                          |
|                   | Ixerba                                                   |
|                   |                                                          |
|                   | Strasburgeria                                            |
|                   |                                                          |

|  | Ixerba        |
|  |               |
|  | Strasburgeria |
|  |               |